# Paulo Ramos (kommun)
Paulo Ramos är en kommun i Brasilien.   Den ligger i delstaten Maranhão, i den nordöstra delen av landet, 1 300 km norr om huvudstaden Brasília. Antalet invånare är 20 087.
Omgivningarna runt Paulo Ramos är huvudsakligen savann. Runt Paulo Ramos är det glesbefolkat, med 20 invånare per kvadratkilometer.